# Džinovski
Džinovski je prvi studijski album hrvaške punk skupine Hladno pivo, ki je izšel leta 1993 pri založbi Croatia Records.
Vsebuje nekaj največjih hitov skupine, kot so »Marihuana«, »Sarma«, »Buba švabe« in »Für immer Punk«, s katerimi so se uveljavili na hrvaški underground sceni.
Album je bil posnet septembra 1992 v zagrebškem Best Music Studiu pod vodstvom producenta Denisa Mujadžića – Denykena. Skupno je na njem 19 skladb, v besedilih je predvsem opazna socialna motivika. Večina skladb je kratkih, kot je za punk značilno. Sprva so mu hoteli dati naslov »Trening za umiranje« po eni od skladb, a se jim je zdel preveč temačen, zato je dobil naslov »Džinovski« (dobesedno »Orjaški«) po izreku takratnega basista Tadije Martinovića – Tedija, »Ždereš mi džinovskog!«. To je edini album, na katerem je sodeloval Martinović, ki je po njegovem izidu zapustil skupino.

## Seznam skladb
| Št.             | Naslov                    | Dolžina |
| --------------- | ------------------------- | ------- |
| 1.              | „Pjevajte nešto ljubavno‟ | 2:12    |
| 2.              | „Marija‟                  | 1:22    |
| 3.              | „Princeza‟                | 1:07    |
| 4.              | „A, što dalje...‟         | 2:26    |
| 5.              | „Marihuana‟               | 1:30    |
| 6.              | „Buba Švabe‟              | 1:52    |
| 7.              | „Sarma‟                   | 3:11    |
| 8.              | „Für immer Punk‟          | 2:28    |
| 9.              | „Dobro veče‟              | 2:36    |
| 10.             | „Narcisoidni psi‟         | 1:54    |
| 11.             | „Marginalci‟              | 1:38    |
| 12.             | „Zakaj se tak' oblačiš‟   | 2:06    |
| 13.             | „Heroin‟                  | 2:26    |
| 14.             | „Trening za umiranje‟     | 3:15    |
| 15.             | „Čelične zavjese‟         | 1:31    |
| 16.             | „Odjava programa‟         | 2:23    |
| 17.             | „Buntovnik‟               | 2:13    |
| 18.             | „Niemals‟                 | 1:28    |
| 19.             | „Outro‟                   | 1:57    |
| Skupna dolžina: | Skupna dolžina:           | 39:35   |

»Für immer Punk« je priredba skladbe »Forever young« skupine Alphaville po zgledu nemške punk skupine Die Goldene Zitronen, »Buba Švabe« pa priredba skladbe »Spiders in the Dressing Room« angleške punk skupine The Toy Dolls.

## Sodelujoči
- Milan Kekin – Mile (vokal)
- Zoran Subošić – Zoki (električna kitara)
- Mladen Subošić – Suba (bobni)
- Tadija Martinović – Tedi (bas kitara)

## Odziv
Naslednjih deset let je bil najbolje prodajani album skupine in pridobil kulten status. Na podelitvi leta 1994 so Hladno pivo za Džinovski prejeli hrvaško glasbeno nagrado porin za najboljši alternativni rock album.
Ob 17. obletnici delovanja skupine leta 2004 je založba izdala remasterizirani različici albumov Džinovski in njegovega naslednika G.A.D. (1995), deset let kasneje pa so celotno zbirko skladb izvedli na koncertu v klubu KSET še za album v živo. CD in DVD izdaja Evo vam Džinovski (2014) vsebuje izbor 27 posnetkov trojice koncertov v treh zaporednih dneh, na katerih so poleg Džinovskega odigrali še celotna albuma G.A.D. in Desetka.